# Mohler & Degress
Mohler & Degress war ein US-amerikanischer Hersteller von Automobilen und Motoren.

## Unternehmensgeschichte
Alexander Mohler und W. A. Degress hatten bereits 1896 in Mexiko ein Auto hergestellt und Mohler 1901 ein weiteres in Astoria im US-Bundesstaat New York. Sie gründeten 1902 das Unternehmen auf der Halbinsel Rockaway Peninsula in Queens in New York City. 1902 begann die Produktion von Automobilen und Motoren. Der Markenname lautete Mohler & Degress. ´Charles D. Shain aus New York City vertrieb die Fahrzeuge. 1903 endete die Fahrzeugproduktion. 1904 kam die Herstellung von Fahrzeugteilen und Zubehör dazu. Ende 1905 verkauften sie das Unternehmen an F. A. Seitz.
Es gab keine Verbindung zur Rockaway Automobile Company, die von 1903 bis 1904 in Rockaway in New Jersey tätig war und ebenfalls Fahrzeuge als Rockaway anbot.

## Fahrzeuge
1902 standen fünf Modelle zur Wahl. Style A hatte einen Einzylindermotor mit 5 PS Leistung. Das Fahrgestell hatte 168 cm Radstand. Der Aufbau war ein Runabout. Der Style B hatte davon abweichend einen 8-PS-Motor und 183 cm Radstand. Der Style B-1 war bis auf die Karosserie als Victoria identisch. Der Style C hatte einen Zweizylindermotor mit 16 PS Leistung. Der Radstand betrug ebenfalls 183 cm. Auch dieses Modell war ein Runabout. Der Style C-1 unterschied sich nur durch die Karosserie als Detachable Tonneau.
1903 beschränkte sich das Angebot auf zwei Modelle, zu denen nur wenige Daten vorliegen. Der One-cylinder hatte offensichtlich einen Einzylindermotor und der Two-cylinder einen Zweizylindermotor. Der erstgenannte war ein zweisitziger Runabout und der letztgenannte ein viersitziger Runabout.

## Modellübersicht
| Jahr | Modell       | Zylinder | Leistung (PS) | Radstand (cm) | Aufbau             |
| ---- | ------------ | -------- | ------------- | ------------- | ------------------ |
| 1902 | Style A      | 1        | 5             | 168           | Runabout           |
| 1902 | Style B      | 1        | 8             | 183           | Runabout           |
| 1902 | Style B-1    | 1        | 8             | 183           | Victoria           |
| 1902 | Style C      | 2        | 16            | 183           | Runabout           |
| 1902 | Style C-1    | 2        | 16            | 183           | Detachable Tonneau |
| 1903 | One-cylinder | 1        |               |               | Runabout 2-sitzig  |
| 1903 | Two-cylinder | 2        |               |               | Runabout 4-sitzig  |